# Piure de cartofi
Piureul de cartofi este un fel de mâncare gătit cremos preparat din cartofi fierți sau aburiți, de obicei cu adaos de lapte, unt, sare și piper. În general, se servește ca garnitură la carne (ca de exemplu gulaș) sau legume. Ca alternativă la lapte și unt, unele variante permit folosirea brânzei sau aromatizarea cu nucșoară și sare.
Cele mai făinoase soiuri de cartofi sunt potrivite pentru prepararea piureului. Piureul de cartofi este baza pentru prepararea altor feluri de mâncare (ca de exemplu gnocchi).
Este originar din Regatul Unit.